# Großer Preis von Ungarn 1991
Der Große Preis von Ungarn 1991 (offiziell VII Magyar Nagydíj) fand am 11. August auf dem Hungaroring in Mogyoród in der Nähe von Budapest statt und war das zehnte Rennen der Formel-1-Weltmeisterschaft 1991.

## Berichte

### Hintergrund
Da Johnny Herbert weiterhin an Formel-3000-Rennen in Japan teilnahm, konnte Michael Bartels einen weiteren Versuch unternehmen, sich als Paydriver eines Lotus 102B für einen Grand Prix zu qualifizieren. Auch sonst gab es keine Veränderungen bei den Teilnehmern im Vergleich zum Großen Preis von Deutschland zwei Wochen zuvor.
Mit Nelson Piquet (zweimal), Thierry Boutsen, Nigel Mansell und Ayrton Senna (jeweils einmal) traten vier ehemalige Sieger zu diesem Grand Prix an.

### Training
Senna qualifizierte sich überlegen für die Pole-Position vor den beiden Williams-Piloten Riccardo Patrese und Mansell, die trotz Schwierigkeiten am Freitag die Startplätze zwei und drei erreichten. Alain Prost folgte vor Gerhard Berger, Jean Alesi und Emanuele Pirro. Hinter Tyrrell-Pilot Stefano Modena qualifizierte sich Ivan Capelli im Leyton House CG911 mit deutlich modifizierter vorderer Radaufhängung durch den neuen technischen Direktor Gustav Brunner für den neunten Startplatz.

### Rennen
Infolge eines guten Starts lag Patrese in der ersten Kurve gleichauf mit Senna, der die Führung durch ein hartes Manöver verteidigte. Mansell folgte vor Prost, Berger, Alesi und Capelli. Senna konnte sich von seinen vier direkten Verfolgern zwar nicht absetzen, jedoch gelang es diesen im Gegenzug auch nicht, einen Angriff auf den Führenden zu unternehmen.
In Runde 25 ließ Alesi an der Box neue Reifen montieren und fiel dadurch kurzzeitig auf den achten Rang zurück. Kurz darauf schied Prost infolge eines Motorschadens aus.
Als Mansell auf Patrese aufschloss, entschied sich dieser, seinen in der Weltmeisterschaftswertung aussichtsreich positionieren Teamkollegen vorbeizulassen, um ihm die Chance zu geben, Senna anzugreifen. Trotz einiger schneller Runden gelang dies dem Briten nicht. Somit siegte Senna vor Mansell, Patrese, Berger, Alesi und Capelli.
Zum ersten und einzigen Mal fuhr Bertrand Gachot die schnellste Rennrunde eines Grand Prix, die zugleich die erste für das Team Jordan war.
In der Konstrukteurswertung übernahm McLaren wieder die Führung vor Williams.

## Meldeliste
| Team                              | Nr. | Fahrer             | Chassis            | Motor                    | Reifen |
| --------------------------------- | --- | ------------------ | ------------------ | ------------------------ | ------ |
| Honda Marlboro McLaren            | 01  | Ayrton Senna       | McLaren MP4/6      | Honda RA121E 3.5 V12     | G      |
| Honda Marlboro McLaren            | 02  | Gerhard Berger     | McLaren MP4/6      | Honda RA121E 3.5 V12     | G      |
| Braun Tyrrell Honda               | 03  | Satoru Nakajima    | Tyrrell 020        | Honda RA101E 3.5 V10     | P      |
| Braun Tyrrell Honda               | 04  | Stefano Modena     | Tyrrell 020        | Honda RA101E 3.5 V10     | P      |
| Canon Williams Team               | 05  | Nigel Mansell      | Williams FW14      | Renault RS3 3.5 V10      | G      |
| Canon Williams Team               | 06  | Riccardo Patrese   | Williams FW14      | Renault RS3 3.5 V10      | G      |
| Motor Racing Developments         | 07  | Martin Brundle     | Brabham BT60Y      | Yamaha OX99 3.5 V12      | P      |
| Motor Racing Developments         | 08  | Mark Blundell      | Brabham BT60Y      | Yamaha OX99 3.5 V12      | P      |
| Footwork Grand Prix International | 09  | Michele Alboreto   | Footwork FA12B     | Ford Cosworth DFR 3.5 V8 | G      |
| Footwork Grand Prix International | 10  | Alex Caffi         | Footwork FA12B     | Ford Cosworth DFR 3.5 V8 | G      |
| Team Lotus                        | 11  | Mika Häkkinen      | Lotus 102B         | Judd EV 3.5 V8           | G      |
| Team Lotus                        | 12  | Michael Bartels    | Lotus 102B         | Judd EV 3.5 V8           | G      |
| Fondmetal                         | 14  | Olivier Grouillard | Fondmetal GR01     | Ford Cosworth DFR 3.5 V8 | G      |
| Leyton House Racing               | 15  | Maurício Gugelmin  | Leyton House CG911 | Ilmor 2175A 3.5 V10      | G      |
| Leyton House Racing               | 16  | Ivan Capelli       | Leyton House CG911 | Ilmor 2175A 3.5 V10      | G      |
| AGS Racing                        | 17  | Gabriele Tarquini  | AGS JH25B          | Ford Cosworth DFR 3.5 V8 | G      |
| AGS Racing                        | 18  | Fabrizio Barbazza  | AGS JH25B          | Ford Cosworth DFR 3.5 V8 | G      |
| Camel Benetton Ford               | 19  | Roberto Moreno     | Benetton B191      | Ford Cosworth HB5 3.5 V8 | P      |
| Camel Benetton Ford               | 20  | Nelson Piquet      | Benetton B191      | Ford Cosworth HB5 3.5 V8 | P      |
| BMS Scuderia Italia               | 21  | Emanuele Pirro     | Dallara 191        | Judd GV 3.5 V10          | P      |
| BMS Scuderia Italia               | 22  | JJ Lehto           | Dallara 191        | Judd GV 3.5 V10          | P      |
| Minardi Team                      | 23  | Pierluigi Martini  | Minardi M191       | Ferrari 037 3.5 V12      | G      |
| Minardi Team                      | 24  | Gianni Morbidelli  | Minardi M191       | Ferrari 037 3.5 V12      | G      |
| Ligier Gitanes                    | 25  | Thierry Boutsen    | Ligier JS35B       | Lamborghini 3512 3.5 V12 | G      |
| Ligier Gitanes                    | 26  | Érik Comas         | Ligier JS35B       | Lamborghini 3512 3.5 V12 | G      |
| Scuderia Ferrari SpA              | 27  | Alain Prost        | Ferrari 643        | Ferrari 037 3.5 V12      | G      |
| Scuderia Ferrari SpA              | 28  | Jean Alesi         | Ferrari 643        | Ferrari 037 3.5 V12      | G      |
| Larrousse F1                      | 29  | Éric Bernard       | Lola LC91          | Ford Cosworth DFR 3.5 V8 | G      |
| Larrousse F1                      | 30  | Aguri Suzuki       | Lola LC91          | Ford Cosworth DFR 3.5 V8 | G      |
| Coloni Racing                     | 31  | Pedro Chaves       | Coloni C4          | Ford Cosworth DFR 3.5 V8 | G      |
| Team 7Up Jordan                   | 32  | Bertrand Gachot    | Jordan 191         | Ford Cosworth HB4 3.5 V8 | G      |
| Team 7Up Jordan                   | 33  | Andrea de Cesaris  | Jordan 191         | Ford Cosworth HB4 3.5 V8 | G      |
| Modena Team                       | 34  | Nicola Larini      | Lambo 291          | Lamborghini 3512 3.5 V12 | G      |
| Modena Team                       | 35  | Eric van de Poele  | Lambo 291          | Lamborghini 3512 3.5 V12 | G      |

## Klassifikationen

### Qualifying
| Pos. | Fahrer             | Konstrukteur       | Vorqualifikation | Vorqualifikation  | 1. Qualifikationstraining | 1. Qualifikationstraining | 2. Qualifikationstraining | 2. Qualifikationstraining | Start |
| Pos. | Fahrer             | Konstrukteur       | Zeit             | Ø-Geschwindigkeit | Zeit                      | Ø-Geschwindigkeit         | Zeit                      | Ø-Geschwindigkeit         | Start |
| ---- | ------------------ | ------------------ | ---------------- | ----------------- | ------------------------- | ------------------------- | ------------------------- | ------------------------- | ----- |
| 01   | Ayrton Senna       | McLaren-Honda      | –                | –                 | 1:18,549                  | 181,858 km/h              | 1:16,147                  | 187,595 km/h              | 01    |
| 02   | Riccardo Patrese   | Williams-Renault   | –                | –                 | 1:20,103                  | 178,330 km/h              | 1:17,379                  | 184,608 km/h              | 02    |
| 03   | Nigel Mansell      | Williams-Renault   | –                | –                 | 1:19,818                  | 178,967 km/h              | 1:17,389                  | 184,584 km/h              | 03    |
| 04   | Alain Prost        | Ferrari            | –                | –                 | 1:19,326                  | 180,077 km/h              | 1:17,690                  | 183,869 km/h              | 04    |
| 05   | Gerhard Berger     | McLaren-Honda      | –                | –                 | 1:18,238                  | 182,581 km/h              | 1:17,705                  | 183,834 km/h              | 05    |
| 06   | Jean Alesi         | Ferrari            | –                | –                 | 1:19,552                  | 179,566 km/h              | 1:18,410                  | 182,181 km/h              | 06    |
| 07   | Emanuele Pirro     | Dallara-Judd       | –                | –                 | 1:21,751                  | 174,735 km/h              | 1:19,334                  | 180,059 km/h              | 07    |
| 08   | Stefano Modena     | Tyrrell-Honda      | –                | –                 | 1:20,488                  | 177,477 km/h              | 1:19,748                  | 179,124 km/h              | 08    |
| 09   | Ivan Capelli       | Leyton House-Ilmor | –                | –                 | 1:21,068                  | 176,208 km/h              | 1:19,794                  | 179,021 km/h              | 09    |
| 10   | Martin Brundle     | Brabham-Yamaha     | 1:23,716         | 170,634 km/h      | 1:21,345                  | 175,608 km/h              | 1:19,976                  | 178,614 km/h              | 10    |
| 11   | Nelson Piquet      | Benetton-Ford      | –                | –                 | 1:21,542                  | 175,183 km/h              | 1:19,984                  | 178,596 km/h              | 11    |
| 12   | JJ Lehto           | Dallara-Judd       | –                | –                 | 1:21,991                  | 174,224 km/h              | 1:20,014                  | 178,529 km/h              | 12    |
| 13   | Maurício Gugelmin  | Leyton House-Ilmor | –                | –                 | 1:21,549                  | 175,168 km/h              | 1:20,024                  | 178,506 km/h              | 13    |
| 14   | Satoru Nakajima    | Tyrrell-Honda      | –                | –                 | 1:22,992                  | 172,123 km/h              | 1:20,565                  | 177,308 km/h              | 14    |
| 15   | Roberto Moreno     | Benetton-Ford      | –                | –                 | 1:22,077                  | 174,041 km/h              | 1:20,584                  | 177,266 km/h              | 15    |
| 16   | Bertrand Gachot    | Jordan-Ford        | –                | –                 | 1:21,884                  | 174,452 km/h              | 1:20,655                  | 177,110 km/h              | 16    |
| 17   | Andrea de Cesaris  | Jordan-Ford        | –                | –                 | 1:22,143                  | 173,902 km/h              | 1:20,805                  | 176,781 km/h              | 17    |
| 18   | Pierluigi Martini  | Minardi-Ferrari    | –                | –                 | 1:22,429                  | 173,298 km/h              | 1:20,823                  | 176,742 km/h              | 18    |
| 19   | Thierry Boutsen    | Ligier-Lamborghini | –                | –                 | 1:22,408                  | 173,342 km/h              | 1:20,870                  | 176,639 km/h              | 19    |
| 20   | Mark Blundell      | Brabham-Yamaha     | 1:22,290         | 173,591 km/h      | 1:21,125                  | 176,084 km/h              | 1:20,954                  | 176,456 km/h              | 20    |
| 21   | Éric Bernard       | Lola-Ford          | –                | –                 | 1:22,680                  | 172,772 km/h              | 1:21,267                  | 175,776 km/h              | 21    |
| 22   | Aguri Suzuki       | Lola-Ford          | –                | –                 | 1:22,762                  | 172,601 km/h              | 1:21,601                  | 175,057 km/h              | 22    |
| 23   | Gianni Morbidelli  | Minardi-Ferrari    | –                | –                 | 1:23,201                  | 171,690 km/h              | 1:21,654                  | 174,943 km/h              | 23    |
| 24   | Nicola Larini      | Lambo-Lamborghini  | –                | –                 | 1:24,316                  | 169,420 km/h              | 1:21,896                  | 174,426 km/h              | 24    |
| 25   | Érik Comas         | Ligier-Lamborghini | –                | –                 | 1:24,464                  | 169,123 km/h              | 1:22,258                  | 173,658 km/h              | 25    |
| 26   | Mika Häkkinen      | Lotus-Judd         | –                | –                 | 1:25,224                  | 167,615 km/h              | 1:22,335                  | 173,496 km/h              | 26    |
| DNQ  | Olivier Grouillard | Fondmetal-Ford     | 1:24,816         | 168,421 km/h      | 1:23,593                  | 170,885 km/h              | 1:22,438                  | 173,279 km/h              | –     |
| DNQ  | Michele Alboreto   | Footwork-Ford      | 1:25,045         | 167,968 km/h      | 1:24,593                  | 168,865 km/h              | 1:22,521                  | 173,105 km/h              | –     |
| DNQ  | Eric van de Poele  | Lambo-Lamborghini  | –                | –                 | 1:27,339                  | 163,556 km/h              | 1:23,162                  | 171,771 km/h              | –     |
| DNQ  | Michael Bartels    | Lotus-Judd         | –                | –                 | 1:24,746                  | 168,560 km/h              | 1:23,248                  | 171,593 km/h              | –     |
| DNPQ | Gabriele Tarquini  | AGS-Ford           | 1:25,230         | 167,603 km/h      | –                         | –                         | –                         | –                         | –     |
| DNPQ | Alex Caffi         | Footwork-Ford      | 1:26,637         | 164,881 km/h      | –                         | –                         | –                         | –                         | –     |
| DNPQ | Fabrizio Barbazza  | AGS-Ford           | 1:26,740         | 164,685 km/h      | –                         | –                         | –                         | –                         | –     |
| DNPQ | Pedro Chaves       | Coloni-Ford        | 1:26,945         | 164,297 km/h      | –                         | –                         | –                         | –                         | –     |

### Rennen
| Pos. | Fahrer            | Konstrukteur       | Runden | Stopps | Zeit        | Start | Schnellste Runde |
| ---- | ----------------- | ------------------ | ------ | ------ | ----------- | ----- | ---------------- |
| 01   | Ayrton Senna      | McLaren-Honda      | 77     | 0      | 1:49:12,796 | 01    | 1:22,392         |
| 02   | Nigel Mansell     | Williams-Renault   | 77     | 0      | + 4,599     | 03    | 1:22,574         |
| 03   | Riccardo Patrese  | Williams-Renault   | 77     | 0      | + 15,594    | 02    | 1:22,878         |
| 04   | Gerhard Berger    | McLaren-Honda      | 77     | 0      | + 21,856    | 05    | 1:23,954         |
| 05   | Jean Alesi        | Ferrari            | 77     | 1      | + 31,389    | 06    | 1:23,065         |
| 06   | Ivan Capelli      | Leyton House-Ilmor | 76     | 0      | + 1 Runde   | 09    | 1:23,962         |
| 07   | Andrea de Cesaris | Jordan-Ford        | 76     | 0      | + 1 Runde   | 17    | 1:24,146         |
| 08   | Roberto Moreno    | Benetton-Ford      | 76     | 0      | + 1 Runde   | 15    | 1:23,943         |
| 09   | Bertrand Gachot   | Jordan-Ford        | 76     | 1      | + 1 Runde   | 16    | 1:21,547         |
| 10   | Érik Comas        | Ligier-Lamborghini | 75     | 0      | + 2 Runden  | 25    | 1:25,029         |
| 11   | Maurício Gugelmin | Leyton House-Ilmor | 75     | 0      | + 2 Runden  | 13    | 1:24,230         |
| 12   | Stefano Modena    | Tyrrell-Honda      | 75     | 0      | + 2 Runden  | 08    | 1:24,576         |
| 13   | Gianni Morbidelli | Minardi-Ferrari    | 75     | 0      | + 2 Runden  | 23    | 1:24,128         |
| 14   | Mika Häkkinen     | Lotus-Judd         | 74     | 0      | + 3 Runden  | 26    | 1:24,594         |
| 15   | Satoru Nakajima   | Tyrrell-Honda      | 74     | 0      | + 3 Runden  | 14    | 1:26,078         |
| 16   | Nicola Larini     | Lambo-Lamborghini  | 74     | 0      | + 3 Runden  | 24    | 1:25,322         |
| 17   | Thierry Boutsen   | Ligier-Lamborghini | 71     | 0      | DNF         | 19    | 1:23,066         |
| –    | Pierluigi Martini | Minardi-Ferrari    | 65     | 0      | DNF         | 18    | 1:23,824         |
| –    | Mark Blundell     | Brabham-Yamaha     | 62     | 0      | DNF         | 20    | 1:23,467         |
| –    | Martin Brundle    | Brabham-Yamaha     | 59     | 0      | DNF         | 10    | 1:24,573         |
| –    | JJ Lehto          | Dallara-Judd       | 49     | 0      | DNF         | 12    | 1:25,697         |
| –    | Nelson Piquet     | Benetton-Ford      | 38     | 0      | DNF         | 11    | 1:25,889         |
| –    | Éric Bernard      | Lola-Ford          | 38     | 0      | DNF         | 21    | 1:25,713         |
| –    | Aguri Suzuki      | Lola-Ford          | 38     | 0      | DNF         | 22    | 1:25,548         |
| –    | Emanuele Pirro    | Dallara-Judd       | 37     | 0      | DNF         | 07    | 1:26,554         |
| –    | Alain Prost       | Ferrari            | 28     | 0      | DNF         | 04    | 1:23,305         |

## WM-Stände nach dem Rennen
Die ersten sechs des Rennens bekamen 10, 6, 4, 3, 2 bzw. 1 Punkt(e).

### Fahrerwertung
| Pos. | Fahrer            | Konstrukteur     | Punkte |
| ---- | ----------------- | ---------------- | ------ |
| 01   | Ayrton Senna      | McLaren-Honda    | 61     |
| 02   | Nigel Mansell     | Williams-Renault | 49     |
| 03   | Riccardo Patrese  | Williams-Renault | 32     |
| 04   | Gerhard Berger    | McLaren-Honda    | 22     |
| 05   | Alain Prost       | Ferrari          | 21     |
| 06   | Nelson Piquet     | Benetton-Ford    | 18     |
| 07   | Jean Alesi        | Ferrari          | 14     |
| 08   | Stefano Modena    | Tyrrell-Honda    | 9      |
| 09   | Andrea de Cesaris | Jordan-Ford      | 9      |
| 10   | Roberto Moreno    | Benetton-Ford    | 5      |
| 11   | JJ Lehto          | Dallara-Judd     | 4      |
| 12   | Bertrand Gachot   | Jordan-Ford      | 4      |
| 13   | Pierluigi Martini | Minardi-Ferrari  | 3      |
| 14   | Mika Häkkinen     | Lotus-Judd       | 2      |
| 15   | Satoru Nakajima   | Tyrrell-Honda    | 2      |
| 16   | Aguri Suzuki      | Lola-Ford        | 1      |
| 17   | Julian Bailey     | Lotus-Judd       | 1      |

| Pos. | Fahrer             | Konstrukteur           | Punkte |
| ---- | ------------------ | ---------------------- | ------ |
| 18   | Emanuele Pirro     | Dallara-Judd           | 1      |
| 19   | Éric Bernard       | Lola-Ford              | 1      |
| 20   | Ivan Capelli       | Leyton House-Ilmor     | 1      |
| 21   | Thierry Boutsen    | Ligier-Lamborghini     | 0      |
| 22   | Gianni Morbidelli  | Minardi-Ferrari        | 0      |
| 23   | Maurício Gugelmin  | Leyton House-Ilmor     | 0      |
| 24   | Nicola Larini      | Lambo-Lamborghini      | 0      |
| 25   | Érik Comas         | Ligier-Lamborghini     | 0      |
| 26   | Mark Blundell      | Brabham-Yamaha         | 0      |
| 27   | Gabriele Tarquini  | AGS-Ford               | 0      |
| 28   | Eric van de Poele  | Lambo-Lamborghini      | 0      |
| 29   | Johnny Herbert     | Lotus-Judd             | 0      |
| 30   | Martin Brundle     | Brabham-Yamaha         | 0      |
| –    | Michele Alboreto   | Footwork-Ford/-Porsche | 0      |
| –    | Stefan Johansson   | Footwork-Ford/-Porsche | 0      |
| –    | Olivier Grouillard | Fondmetal-Ford         | 0      |

### Konstrukteurswertung
| Pos. | Konstrukteur     | Punkte |
| ---- | ---------------- | ------ |
| 01   | McLaren-Honda    | 83     |
| 02   | Williams-Renault | 81     |
| 03   | Ferrari          | 35     |
| 04   | Benetton-Ford    | 23     |
| 05   | Jordan-Ford      | 13     |
| 06   | Tyrrell-Honda    | 11     |
| 07   | Dallara-Judd     | 5      |
| 08   | Minardi-Ferrari  | 3      |
| 09   | Lotus-Judd       | 3      |

| Pos. | Konstrukteur           | Punkte |
| ---- | ---------------------- | ------ |
| 10   | Lola-Ford              | 2      |
| 11   | Leyton House-Ilmor     | 1      |
| 12   | Ligier-Lamborghini     | 0      |
| 13   | Lambo-Lamborghini      | 0      |
| 14   | Brabham-Yamaha         | 0      |
| 15   | AGS-Ford               | 0      |
| –    | Footwork-Porsche/-Ford | 0      |
| –    | Fondmetal-Ford         | 0      |